# گری جونز (دوچرخه‌سوار)
گری جونز (انگلیسی: Garry Jones؛ زادهٔ ۱ مهٔ ۱۹۴۰) دوچرخه‌سوار اهل استرالیا است. وی در بازی‌های المپیک تابستانی ۱۹۶۰ شرکت کرده است.